# Wietnamczycy w Polsce
Wietnamczycy w Polsce – ludność wietnamska zamieszkała w Polsce.

## Historia
Polska nawiązała stosunki dyplomatyczne z Wietnamem w 1950 r. jako jedno z pierwszych państw. 
Pierwszymi Wietnamczykami na ziemiach polskich byli studenci pobierający naukę na wyższych uczelniach, m.in. w Warszawie i Gdańsku. Najwcześniejsze dane rejestrują ich w roku akademickim 1957/1958. Do połowy lat 60. XX w. rocznie w Polsce przebywało około 40 Wietnamczyków. W rekordowych latach 1971/1972 i 1972/1973 uczyło się w Polsce ponad 800 Wietnamczyków – wiązało się to z trwającą wojną wietnamską, gdy państwa bloku radzieckiego włączyły się w działania pomocowe. 
Druga fala migracji rozpoczęła się po 1986 r., kiedy w Wietnamie wprowadzono program reform umożliwiający poszukiwanie pracy poza granicami kraju. Osadnictwo wzrosło po 1989 roku, kiedy to w związku z otwarciem granic Niemieckiej Republiki Demokratycznej do Polski napłynęła z zachodu fala migracji Wietnamczyków, którzy przebywali tam jako robotnicy kontraktowi władz komunistycznych. Dziś Polska jest trzecim, po Francji (500 tys.) i Niemczech (100 tys.) centrum imigracji wietnamskiej w Europie. Większość traktuje Polskę jako kraj tranzytowy, jednak sporo z nich zostaje na stałe.

## Statystyka

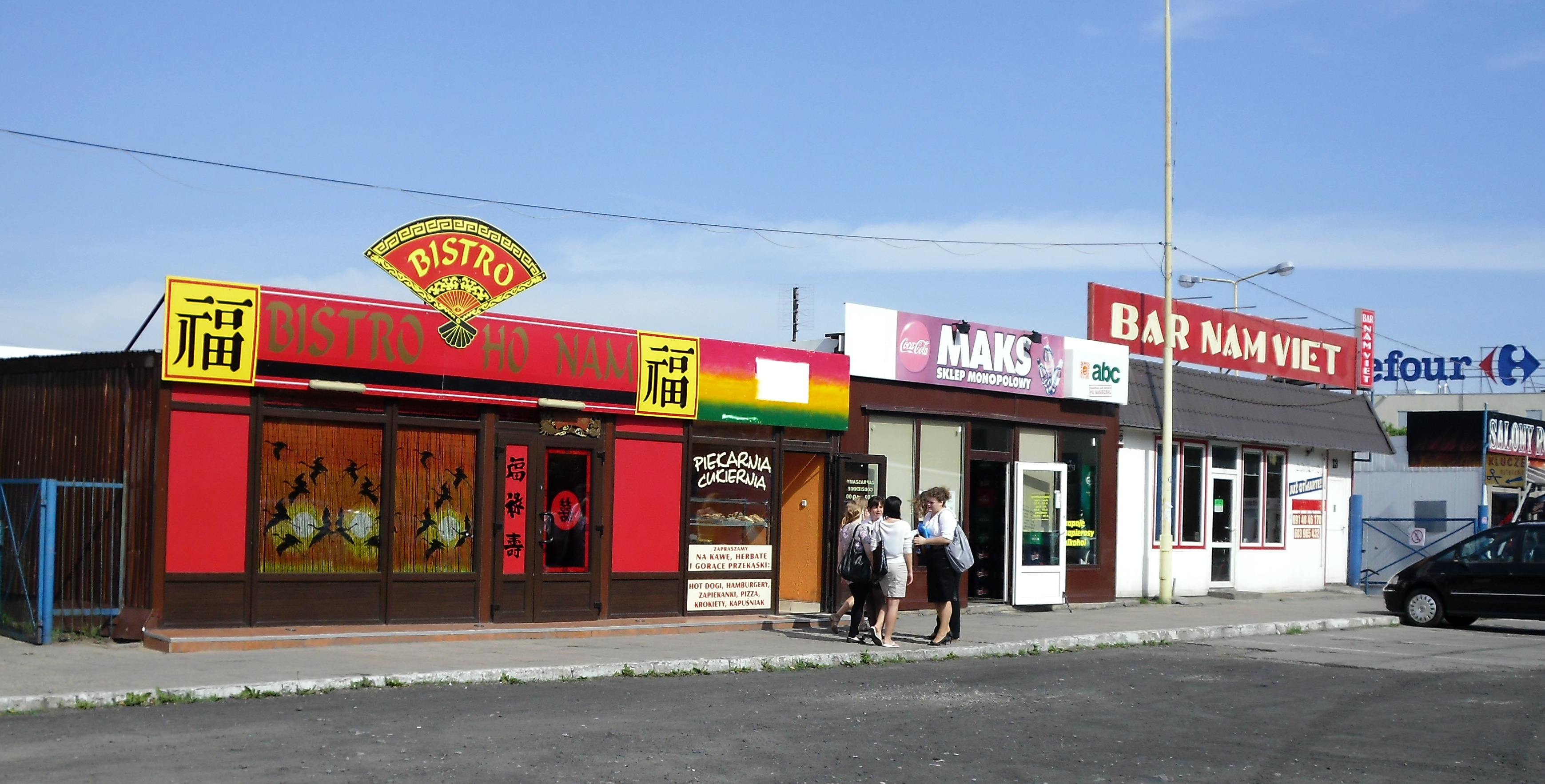
Wietnamskie restauracje w Szczecinie.

Wietnamczycy są jedną z większych grup cudzoziemców zainteresowanych pozostaniem w Polsce. Trudno jest dokładnie ustalić ich liczbę. Urząd ds. Repatriacji i Cudzoziemców sygnalizował w 2001 r., że liczba Wietnamczyków może przekraczać 40 tysięcy. Wydana Wietnamczykom liczba pozwoleń na zamieszkanie w Rzeczypospolitej Polskiej na czas określony lub zezwoleń na osiedlenie się nie oddaje stanu populacji wietnamskiej w Polsce. Z kartą stałego pobytu szacuje się ich liczbę na około 20 tysięcy. Teresa Halik, wietnamolog z Zakładu Krajów Pozaeuropejskich PAN, ocenia ich liczbę na 40 tysięcy. Ksiądz Edward Osiecki, werbista, duszpasterz wietnamskich katolików szacuje ich liczbę na 60 tysięcy. 
Wietnamczycy osiedlają się przeważnie w Warszawie, ale również w Szczecinie, Łodzi, Poznaniu, Krakowie i Katowicach.
Narodowy Spis Powszechny Ludności i Mieszkań 2011 wykazał:
- 3,1 tys. osób urodzonych w Wietnamie;
- 0,7 tys. z podwójnym obywatelstwem wietnamskim i polskim;
- 2,6 tys. wyłącznie z obywatelstwem wietnamskim;
- 4 tys. deklarujących narodowość wietnamską (w tym 1 tys. o podwójnej, wietnamsko-polskiej identyfikacji narodowej)
- 3,4 tys. mówiących w domu po wietnamsku.

Z kolei według Narodowego Spisu Powszechnego Ludności i Mieszkań 2021 w Polsce:
- 4 198 osób deklarujących narodowość wietnamską (w tym 1929 osób o wietnamsko-polskiej identyfikacji narodowej);
- 4 735 osób mówiących w domu po wietnamsku.

## Asymilacja
Szybszej asymilacji podlegają Wietnamczycy wykształceni – absolwenci i studenci polskich szkół tworzący w swoich środowiskach elitę kulturalno-społeczną, często także i ekonomiczną. Przebywają w Polsce najdłużej, znają język polski i polskie realia, posiadają polskie obywatelstwo lub kartę stałego pobytu oraz są na ogół dobrze zintegrowani z polskim społeczeństwem. Dość często zdarza się, że ich małżonkowie to Polacy. 

## Organizacje
Wietnamczycy w Polsce mają swoje organizacje polityczne, stowarzyszenia i gazety. Uruchomili szkoły i przedszkola.
Najstarszą organizacją wietnamską w Polsce jest Towarzystwo Społeczno-Kulturalne Wietnamczyków, powstałe w 1986 r. Obecnie skupia ono około 200–300 wietnamskich członków, nie licząc ich rodzin. Jego oddziały są w Warszawie, Krakowie, Gdańsku, Bydgoszczy, Lublinie i Przemyślu. Założyli je absolwenci polskich uczelni. TSKW zajmuje się integrowaniem elity wietnamskiej, podtrzymywaniem kultury wietnamskiej (organizuje kursy wietnamskiego dla dzieci z mieszanych małżeństw, obchody wietnamskiego Nowego Roku, Dnia Dziecka), promowaniem jej wśród Polaków (pokazy sztuki walk, dni kultury Wietnamu, organizacja wystaw, prelekcji, spotkań) oraz reprezentowaniem wietnamskiego środowiska w Polsce.
W 1999 roku założono Stowarzyszenie Wietnamczyków w Polsce „Solidarność i Przyjaźń” (prezes dr hab. inż. Nguyễn Văn Thái), które skupia około 800 rodzin. Prym wiodą tu byli studenci, sprawując funkcję reprezentantów wietnamskich migrantów pracujących w Polsce. To liczące nawet kilka tysięcy osób stowarzyszenie zajmuje się organizowaniem i integrowaniem społeczności wietnamskiej w Polsce. Zapewnia Wietnamczykom wsparcie oraz pomoc: organizacyjną, prawną, finansową.
Opozycyjne wobec rządu wietnamskiego jest Stowarzyszenie na rzecz Demokracji i Pluralizmu w Wietnamie, założone we Francji przez Nguyễn Gia Kiểng, uważanego za wroga komunistów wietnamskich. Skupia między innymi byłych przedstawicieli rządów południowowietnamskich. Działa na rzecz wprowadzenia w Wietnamie demokracji.

## Media
Wietnamczycy wydają kilkanaście gazet. Najregularniej ukazuje się sześć – wszystkie w Warszawie. Można je kupić w centrach handlowych w Wólce Kosowskiej pod Jankami. Tytuł „Quê Việt”, wydawane przez Stowarzyszenie Wietnamczyków w Polsce „Solidarność i Przyjaźń”, zamieszczają praktyczne informacje o życiu w Polsce, o statusie prawnym cudzoziemców. „Quê Việt” ma nakład około tysiąca egzemplarzy. „Phương Đông” to najstarsza gazeta wietnamskich migrantów, niegdyś wydawana przez Towarzystwo Społeczno-Kulturalne Wietnamczyków w Polsce (kilkaset egzemplarzy). „Cầu Vồng” (Tęcza), były to nieregularne zeszyty społeczno-edukacyjne, kulturalne, z praktycznymi poradami, jak sobie radzić w obcym kraju. Po półtora roku, w 2005 r. przestały się ukazywać. Ważną rolę odgrywa miesięcznik „Đàn Chim Việt” (Stada wietnamskich ptaków), kolportowany też w innych krajach i porównywany do paryskiej „Kultury”. Ta prywatna antyrządowa gazeta Wietnamczyków od lat mieszkających w Polsce miała nakład 500-2000 egzemplarzy, obecnie wydawana jest tylko w wersji internetowej jako portal „danchimviet.info”. Kolejny tytuł to „Nối Vòng Tay Lớn” – wydawana przez dom kultury w Warszawie, stroni od polityki, zajmuje się głównie kulturą. Istnieje również „Quê Hương” – gazetka ambasady wietnamskiej w Polsce. Od 17 kwietnia 2009 r. działa największa internetowa gazeta skierowana do wszystkich Wietnamczyków w Unii Europejskiej „Vietinfo.eu”.

## Znani Wietnamczycy w Polsce
- Lâm Quang Mỹ – poeta, tłumacz
- Pham – producent muzyczny, remikser i DJ[5]
- Tao Ngoc Tu – przedsiębiorca, właściciel firmy Tan-Viet International (m.in. zupy instant Vifon)[2][6]
- Piotr Nguyen – szachista, mistrz międzynarodowy[7]
- Ngoc Thanh Nguyen – profesor nauk technicznych, inżynier, nauczyciel akademicki Politechniki Wrocławskiej